# Jan Bergmann
Jan Michael Bergmann (* 5. Juli 1966 in Stuttgart) ist ein deutscher Verwaltungsrichter und Hochschullehrer.

## Leben
Jan Michael Bergmann entstammt einer Künstler- und Theologenfamilie (Gerhard Gollwitzer; Helmut Gollwitzer). Er studierte Rechtswissenschaft (und Evangelische Theologie) in Tübingen, München, Berlin, Heidelberg und Paris, und schloss das Studium 1991 ab. Es folgte 1994 eine Promotion zum Dr. jur. mit dem Thema „Das Menschenbild der Europäischen Menschenrechtskonvention“ am Europa-Institut der Universität des Saarlandes.
Seit 1996 arbeitet er hauptberuflich als Richter Baden-Württemberg, am längsten am Verwaltungsgerichtshof in Mannheim. Er hat vor allem im Bereich Europarecht publiziert und hält Vorträge und Fortbildungen. Für die IRZ-Stiftung engagiert er sich als „nationaler Experte“ beim Justizaufbau in Osteuropa. Ehrenamtlich ist er als Vorstandsvorsitzender im Förderverein des Europa Zentrums Baden-Württemberg aktiv. An der Universität Stuttgart lehrt er als Honorarprofessor die Fachgebiete Recht und Politik der Europäischen Union sowie Öffentliches Recht.